# Bão Zeb (1998)
Bão Zeb, được biết đến ở Philippines với tên gọi Bão Iliang, là một cơn bão rất mạnh tấn công đảo Luzon trong tháng 10 năm 1998. Zeb là cơn bão nhiệt đới thứ 10 của mùa bão và nó hình thành vào ngày 10 tháng 10 từ một rãnh gió mùa trên khu vực gần quần đảo Caroline. Hệ thống ban đầu di chuyển theo hướng Tây và ngày một tăng cường. Dòng thổi vào của Zeb cũng sản sinh ra một cơn bão khác mà cuối cùng đã bị Zeb hấp thụ, bão nhiệt đới Alex. Sau khi phát triển ra một mắt bão, Zeb mạnh lên rất nhanh thành siêu bão, đạt sức gió duy trì 10 phút tối đa 205 km/giờ (125 dặm/giờ) cùng áp suất tối thiểu 900 mbar (hPa, 26,58 inHg). Tiếp đó Zeb đổ bộ lên Luzon với cường độ mạnh nhất rồi suy yếu nhanh chóng trên đất liền trước khi chuyển hướng Bắc. Với cường độ đã suy giảm, Zeb đi sượt dọc theo đường bờ biển phía Đông Đài Loan rồi tăng tốc về phía Đông Bắc hướng đến Nhật Bản. Vào ngày 18 tháng 10, Zeb trở thành xoáy thuận ngoại nhiệt đới và hệ thống sau đó tiếp tục di chuyển về phía Đông.
Trong lần đổ bộ đầu tiên vào Philippines, Zeb đã gây mưa xối xả tại Luzon, với lượng trong một ngày lên tới 1116 mm tại La Trinidad. Mưa tạo ra lũ lụt và lở đất, cùng với gió mạnh dẫn đến thiệt hại mùa màng nghiêm trọng. Tại Philippines, Zeb đã phá hủy hoặc làm hư hại 85.844 ngôi nhà và gây tổn thất lên tới 5,375 tỉ Peso (Peso 1998, 126 triệu USD), giá trị lớn thứ năm tại thời điểm đó. Bên cạnh đó, Zeb còn khiến 83 người thiệt mạng, một con số không rõ ràng do cơn bão Bab cũng tấn công cùng khu vực chỉ một tuần sau. Mưa lớn và gió mạnh từ Zeb sau đó tác động đến Đài Loan, gây thiệt hại 4,15 tỉ Tân Đài tệ (125 triệu USD) và 31 người thiệt mạng. Nhật Bản cũng là địa điểm chịu ảnh hưởng bởi gió mạnh và mưa từ cơn bão, với lượng tối đa đạt 586 mm tại núi Ontake. Tại quốc gia này đã có 14 người thiệt mạng, 770 ngôi nhà bị phá hủy cùng 12.548 ngôi nhà khác bị ngập lụt.

## Lịch sử khí tượng
Vào ngày 7 tháng 10, một rãnh gió mùa đã sản sinh ra một vùng nhiễu động nhiệt đới trên Tây Bắc Thái Bình Dương, khu vực nằm về phía Đông Guam. Ban đầu hệ thống di chuyển ổn định về phía Tây, dần tổ chức và đến sáng sớm ngày mùng 9 Trung tâm Cảnh báo Bão Liên hợp (JTWC) đã ban hành một Cảnh báo về sự hình thành của xoáy thuận nhiệt đới. Sau khi vùng nhiễu động di chuyển qua khu vực phía Nam Guam, JTWC bắt đầu đưa ra những thông báo về áp thấp nhiệt đới 18W từ cuối ngày mùng 9. Sang ngày hôm sau, Cơ quan Khí tượng Nhật Bản (JMA) cũng phân loại hệ thống là áp thấp nhiệt đới. Vào thời điểm áp thấp nhiệt đới di chuyển qua khu vực phía Bắc Yap, JTWC nhận định nó đã mạnh lên thành bão nhiệt đới và họ đặt tên cho cơn bão là Zeb. Tuy nhiên, JMA một lần nữa trì hoãn trong việc nâng cấp hệ thống.
Sau khi đạt cấp độ bão nhiệt đới, Zeb tăng cường một cách đều đặn. Bên cạnh đó, dòng thổi vào rộng lớn của Zeb đã sản sinh ra một hoàn lưu ở phía Đông - Đông Bắc, và hoàn lưu này đã phát triển thành một cơn bão nhiệt đới riêng biệt, bão Alex. Trong sáng sớm ngày 11, Zeb tiến vào khu vực theo dõi của Philippines, thúc đẩy Cục quản lý Thiên văn, Địa vật lý và Khí quyển Philippines (PAGASA) theo dõi cơn bão và đặt cho nó một cái tên địa phương là Iliang. Đến cuối ngày 11 tháng 10, JTWC nâng cấp Zeb lên thành bão cuồng phong, bởi một cấu trúc mắt bão kết hợp những dải mây mưa xuất hiện trên ảnh vệ tinh. Vào ngày 12 tháng 10, cơn bão tăng cường nhanh chóng khi dần chuyển hướng Tây - Tây Bắc hướng đến Philippines. Trong khoảng thời gian đó, Zeb đã làm tăng độ đứt gió lên cơn bão nhỏ Alex ở phía Đông - Đông Bắc, khiến nó suy yếu và cuối cùng đi đến bị hấp thụ. Vào lúc 00:00 UTC ngày 13 tháng 10, JTWC nâng cấp Zeb lên thành siêu bão, với sức gió ước tính 260 km/giờ (160 dặm/giờ). 12 tiếng sau, cơ quan này nhận định Zeb đã mạnh thêm với sức gió tăng lên 285 km/giờ (180 dặm/giờ), khiến nó trở thành cơn bão mạnh nhất của mùa bão. Cùng lúc, PAGASA ước tính vận tốc gió tối đa duy trì 10 phút đạt 240 km/giờ (150 dặm/giờ), và tổ chức này cũng phân loại Zeb là siêu bão. Đến cuối ngày 13, JMA nhận định vận tốc gió duy trì 10 phút tối đa của Zeb là 205 km/giờ (125 km/giờ), khi đó cơn bão nằm về phía Đông Luzon. Lúc gần mạnh nhất, JTWC ước tính vùng có gió từ 185 km/giờ (115 dặm/giờ) trở lên mở rộng ra 95 km (60 dặm) từ tâm bão, và trường gió mạnh (khoảng 65 km/giờ trở lên) trải rộng một vùng có bán kính 465 km (290 dặm).
Vào sáng sớm ngày 14 tháng 10, Zeb đổ bộ lên Đông Luzon, ngay phía Nam vịnh Palanan, và phía Đông Ilagan, với cường độ tối đa. Sau đó, cơn bão suy yếu nhanh chóng trên đất liền rồi chuyển hướng lên phía Bắc, di chuyển quanh rìa một áp cao cận nhiệt ở phía Đông. Tiếp theo, Zeb tiến vào eo biển Luzon với một cấu trúc rời rạc, và nó đã không thể tăng cường trở lại. Vào cuối ngày 15, Zeb di chuyển dọc theo đường bờ biển phía Đông Đài Loan, chỉ cách đất liền 19 km (11 dặm) trước khi tăng tốc về phía Đông Bắc. Sang ngày 16, JMA giáng cấp Zeb xuống thành bão nhiệt đới, dù vậy JTWC vẫn giữ cơn bão ở cấp độ cuồng phong. Sau khi vượt qua Đài Loan, một số điều kiện trên tầng cao thuận lợi đã cho phép cơn bão mạnh lên trong một thời gian ngắn, trước khi quá trình suy yếu mới tiếp tục khi Zeb tăng tốc hướng đến Nhật Bản. Vào lúc 07:00 UTC ngày 17, Zeb đổ bộ vào tỉnh Kagoshima, Nam Kyushu. Sau đó hệ thống tiếp tục di chuyển theo hướng Đông Bắc, tấn công tỉnh Kōchi thuộc đảo Shikoku rồi vượt qua miền Trung đảo Honshu với cường độ bão nhiệt đới. Cơn bão đã mất đi những đặc điểm của một hệ thống nhiệt đới khi nó nhanh chóng tiến vào biển Nhật Bản. Tại thời điểm 00:00 UTC ngày 18, JMA tuyên bố Zeb là một hệ thống ngoại nhiệt đới, ngay trước khi nó đổ bộ vào Bắc Hokkaido rồi tiến ra biển Okhotsk. Những tàn dư của Zeb đã di chuyển qua vùng Nam bán đảo Kamchatka rồi tiếp tục hướng về phía Đông tiến ra ngoài vùng biển Bắc Thái Bình Dương. Hệ thống được JMA ghi nhận lần cuối cùng trong sáng sớm ngày 20 tháng 10.

## Chuẩn bị
Tại Philippines, trước khi bão đến, PAGASA đã ban hành Tín hiệu Cảnh báo Bão Công cộng mức 4, trong đó dự kiến những cơn gió với vận tốc trên 185 km/giờ (115 dặm/giờ) sẽ diễn ra trong vòng 12 giờ. Các khu vực được đặt dưới tình trạng cảnh báo là Batanes, Cagayan, Isabela, Quirino, và Bắc Aurora. Cảnh báo ở mức thấp hơn cũng được ban bố đến những địa điểm xa hơn về phía Nam như là Visayas, và mở rộng đến vùng đô thị Manila. Sau hai cơn bão gây thiệt hại trong tháng 9, chính phủ quốc gia này đã bắt đầu thực hiện những sự chuẩn bị trên diện rộng từ ngày 13 tháng 10 thông qua Hội đồng Điều phối Thảm họa Quốc gia. Các bến cảng bị đóng cửa còn những chuyến bay thì bị hủy bỏ. Trước thời điểm cơn bão tấn công mãnh liệt nhất, điện được cắt để để phòng tai nạn. Khoảng 103.000 người đã được di tản khỏi nơi ở, 6.325 trong số đó tránh trú tại 114 địa điểm do chính phủ thành lập nên. Hoạt động di tản diễn ra với phạm vi mở rộng về phía Nam đến tỉnh Camarines Sur.
Trong khi đó, Đài Quan sát Hồng Kông cũng ban hành tín hiệu cảnh báo chờ mức 1 do vị trí của cơn bão nằm sát Biển Đông.
Trước khi Zeb đi sượt dọc đường bờ biển phía Đông Đài Loan, một cảnh báo bão cuồng phong đã được đưa ra, khiến các trường học, tòa nhà chính phủ, và thị trường tài chính tại quốc gia này phải đóng cửa. Các chuyến bay và phà cũng bị gián đoạn. Đã có 183 người phải di tản đến những nơi trú ẩn, 50 trong số đó đến từ một viện dưỡng lão. Hàng trăm tàu cá của Trung Quốc đã tránh trú bão tại các cảng ở Đài Loan. Tại Nhật Bản, Zeb làm những chuyến phà bị trì hoãn và 271 chuyến bay nội địa bị hủy bỏ. Tại Kyushu, dịch vụ đường sắt cũng bị hủy bỏ vì cơn bão.

## Tác động

### Philippines

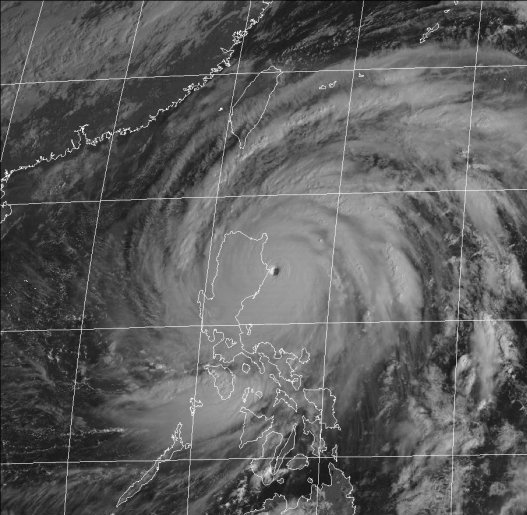
Một bức ảnh vệ tinh khác của Zeb lúc nó đổ bộ lên Luzon

Đổ bộ Philippines với cường độ tối đa, Zeb tác động đến hầu khắp các khu vực của đảo Luzon, bao gồm các vùng Ilocos, thung lũng Cagayan, và Trung Luzon. Vận tốc gió giật tại quốc gia này ước tính lên tới 296 km/giờ (184 dặm/giờ). Bên cạnh đó cơn bão còn trút xuống những cơn mưa rất lớn, đặc biệt tại vùng núi. Ở khu đô thị Bakun, lượng mưa đo được vượt quá 1000 mm, và tại địa điểm gần La Trinidad, lượng tính riêng trong ngày 14 tháng 10 lên tới 1116 mm. Tổng lượng mưa ước tính sau này được mô tả như là một sự kiện chỉ xảy ra một lần trong 1147 năm, dựa vào những giá trị lượng mưa từng ghi nhận trong lịch sử tại địa phương. Tại thành phố Baguio, lượng mưa đạt 994,6 mm, đủ để làm một số địa điểm ở đây ngập sâu tới 9 m. Hai con đập Binga và Ambuklao tại Benguet đã không thể chống đỡ được những trận mưa như trút từ cơn bão, nên buộc phải mở cửa xả dẫn đến ngập lụt ba thị trấn gần Pangasinan. Ngập lụt nhỏ trên đường phố cũng xảy ra tại những địa điểm dọc vùng duyên hải phía Tây gần Manila.
Trên toàn Luzon, những cơn mưa lớn gây ra lũ lụt, lở đất, khiến cho việc xây dựng một con đập ở Bakun phải tạm dừng. Được xem như là một trong những cơn bão mạnh nhất từng tấn công khu vực này trong lịch sử, Zen đã làm gãy đổ nhiều cây cối và làm hư hại hệ thống truyền tải điện, tàn phá nhiều tuyến đường khiến cho nhiều vùng bị cô lập. Những cơn gió mạnh đến mức đủ sức thổi bay một chiếc xe jeepney. Dọc theo quỹ đạo cơn bão, đã có 26.305 ngôi nhà bị phá hủy và 59.539 ngôi nhà khác bị hư hại, chủ yếu là những công trình có kết cấu yếu, xây dựng từ vật liệu chất lượng kém. Lũ trên các con sông gây thiệt hại nghiêm trọng đến mùa màng, cây trồng, với giá trị tổn thất ước tính 1,76 tỉ Peso (Peso 1998, 41,3 triệu USD). Cơn bão đã phá hỏng 181.630 tấn gạo tại vùng Ilocos và thung lũng Cagayan. Hầu hết thiệt hại xảy ra tại Luzon. Ngoài ra, Zeb còn phá hủy hệ thống cơ sở hạ tầng tại địa phương; những trận lở đất làm phong tỏa một tuyến đường cao tốc, cùng với việc một vài con đường khác và một cây cầu không thể thông qua dẫn đến những địa điểm phía Đông Bắc Luzon bị cô lập. Tổng cộng, Zeb khiến 83 người chết, 33 trong số đó là tại Vùng Hành chính Cordillera, và 63 người khác bị thương; hầu hết trường hợp thiệt mạng liên quan đến lở đất. Tổng thiệt hại vật chất ước tính 5,375 tỉ Peso (126 triệu USD), con số lớn thứ 5 tại thời điểm đó và lớn thứ 13 tại thời điểm năm 2011.

### Hồng Kông
Sự tương tác giữa Zeb và đới gió mùa đã gây gió giật tại Hồng Kông, với vận tốc đạt 88 km/giờ (55 dặm/giờ) ở đảo Cheung Chau. Sóng cao đồng thời cũng được ghi nhận, dù vậy không có báo cáo về thiệt hại tại vùng lãnh thổ này.

### Đài Loan
Tại Đài Loan, Zeb mang đến những cơn gió duy trì đạt vận tốc 155 km/giờ (96 dặm/giờ), gió giật lên tới 191 km/giờ (119 dặm/giờ). Cơn bão đã gây mưa như trút tại các vùng miền Bắc và Đông hòn đảo, với lượng tối đa trong một giờ đạt 42,1 mm. Một vài địa điểm khác ghi nhận lượng mưa vượt quá 400 mm. Những cơn mưa đã gây lũ nghiêm trọng dọc theo các con sông, lưu lượng dòng chảy tối đa đạt 3715 m³/s. Ngoài ra, mưa lớn còn buộc các công nhân tại đập Fei-tsui phải mở xả sau khi mực nước dâng cao đến 300 mm. Gần thủ đô Đài Bắc, những trận lở đất làm sụt lún những ngôi nhà, khiến ít nhất hai người bị mắc kẹt. Bên cạnh đó lở đất còn phong tỏa vài tuyến đường cao tốc, trong khi lũ lụt thì cuốn trôi vài cây cầu, dẫn đến mạng lưới giao thông bị cắt đứt. Lũ lụt cũng xảy ra ở vùng ngoại ô thủ đô Đài Bắc, còn những cơn gió thì đủ mạnh để khiến những tòa nhà chọc trời tại thành phố này phải chao đảo. Gió mạnh từ Zeb đã làm đổ cây, thổi bay các tấm biển quảng cáo, và làm hư hại hệ thống đường dây khiến 1,15 triệu người lâm vào tình cảnh không có điện. Những con sóng cao bằng tòa nhà hai tầng đã làm chết một ngư dân ở thành phố Đài Đông cuốn một con tàu chở hàng vào trong đất liền tại Đài Trung, và làm lật một chiếc thuyền tại quận Đạm Thủy, khiến một thuyền viên thiệt mạng. Năm người khác trên thuyền đã phải bơi liên tục trong vòng hai tiếng để vào được bờ. Tổn thất đến mùa màng, cây trồng là 57,6 triệu USD với việc hàng trăm mẫu Anh cây cối trên các cánh đồng ở miền Trung và Nam Đài Loan bị cơn bão tàn phá. Tổng thiệt hại ước tính 4,15 tỉ Tân Đài tệ (125 triệu USD), cùng với 31 trường hợp thiệt mạng và 19 người khác mất tích.

### Nhật Bản

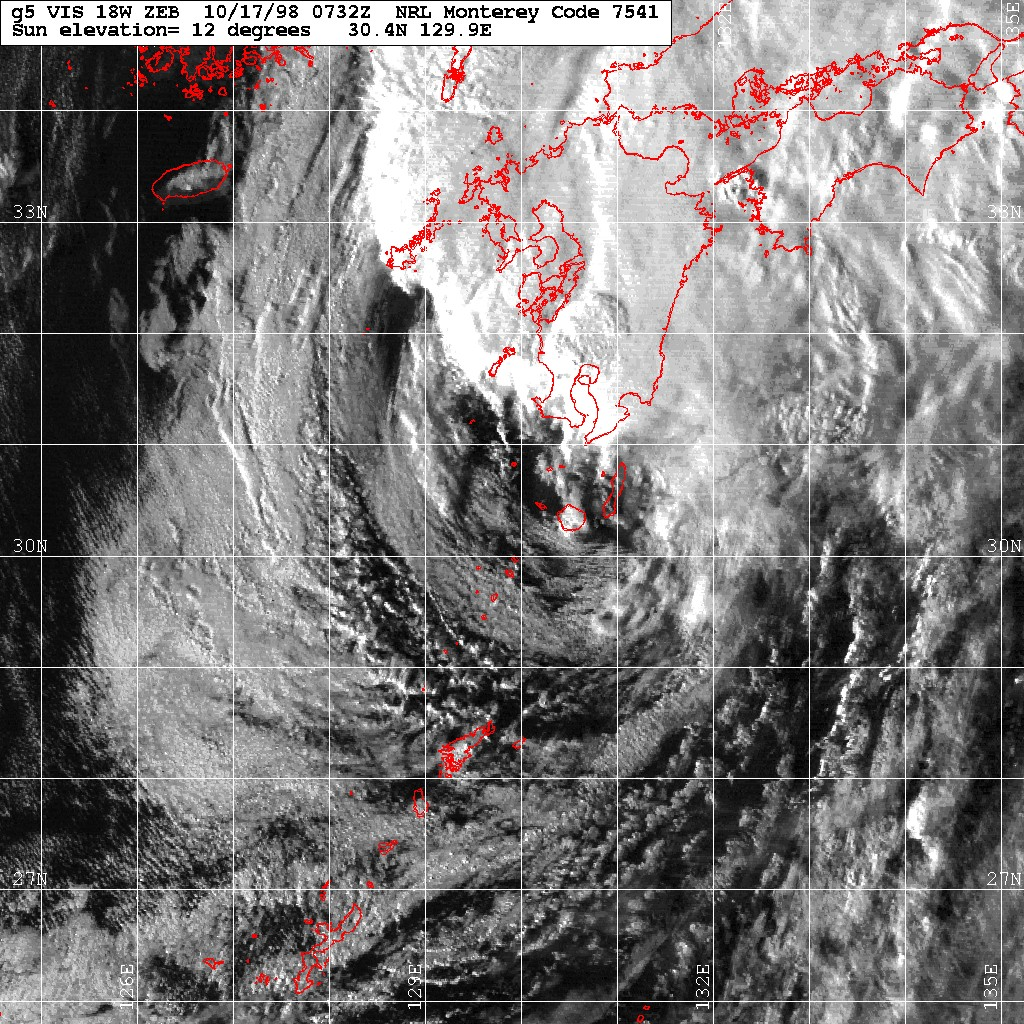
Zeb đổ bộ vào Kyushu trong ngày 17 tháng 10

Khi di chuyển qua Nhật Bản, Zeb mang đến gió duy trì đạt vận tốc tối đa 130 km/giờ (81 dặm/giờ) tại tỉnh Kōchi trên đảo Shikoku. Lượng mưa lớn nhất là 586 mm tại núi Ontake ở Honshu. Mưa trên diện rộng đã tạo ra 332 trận lở đất, cùng với đó là lũ lụt cuốn trôi 7 cây cầu. Tại Nhật Bản, ban đầu Zeb tác động đến Miyako-jima khi nó di chuyển qua địa điểm cách hòn đảo này khoảng 180 km (110 dặm) về phía Tây Bắc. Gió mạnh ngắt điện đến 2.600 hộ dân và gây hư hại các tòa nhà công cộng. Tiếp theo, cơn bão di chuyển qua địa điểm cách tỉnh Okinawa khoảng 230 km (145 dặm) về phía Tây Bắc. Dọc theo quần đảo này ghi nhận gió giật đạt vận tốc 134 km/giờ (83 dặm/giờ) và những con sóng đạt chiều cao tối đa 13,7 m. Sóng đã cuốn trôi hai người ra biển, và cả hai đều thiệt mạng. Bên cạnh đó sóng cao còn gây hư hại một bến cảng tại khu vực Căn cứ Không quân Kadena cũng như những ngôi nhà ven biển. Sau đó Zeb di chuyển qua gần quần đảo Yaeyama gây gió mạnh, hủy hoại cây cối với nước biển mặn và làm hư hại một số công trình công cộng.
Tại Kyushu, Zeb gây thiệt hại cho những ngôi nhà, hủy hoại cây trồng, gây lũ trên các con sông. Cơn bão còn tạo ra lốc xoáy tại tỉnh Miyazaki làm hư hại hai ngôi nhà và một chiếc xe. Tại thị trấn Saganoseki, một tài xế đã thiệt mạng sau khi tuyến đường bị sụt lún khiến chiếc xe trôi xuống con sông gần đó. Tại Shikoku, Zeb phá hủy các con đường và đất nông nghiệp, đồng thời làm đất ven các con sông bị sạt lở, xói mòn. Đã có ba người chết do lở đất tại Matsuyama. Còn tại tỉnh Okayama, Zeb làm 6 người chết hoặc mất tích và là cơn bão gây tổn nhất lớn nhất kể từ bão Fran năm 1976. Lở đất cũng khiến 3 người thiệt mạng tại tỉnh Hiroshima. Cúp điện và lở đất đã xảy ra hầu khắp đảo lớn Honshu, trong khi gió mạnh hủy hoại nhiều cây trồng trên các cánh đồng. Một con tàu chở hàng bị mắc cạn giữa những con sóng lớn tại tỉnh Shizuoka khiến dầu bị rò rỉ và phải cần đến sự hỗ trợ từ lực lượng bảo vệ bờ biển. Sau cùng, Zeb tác động đến hòn đảo phía Bắc Hokkaido, gây ra một trận lở đất, làm hư hại 152 tòa nhà và khiến 152.000 trái táo bị rụng. Tổng cộng trên toàn Nhật Bản, Zeb phá hủy 770 ngôi nhà, làm ngập lụt 12.548 ngôi nhà khác, và khiến hàng ngàn người phải đi di tản khỏi nơi ở vì lũ lụt. Tổng cộng có 14 trường hợp thiệt mạng và 67 người khác bị thương, tổn thất ước tính là 335,5 triệu USD (USD 1996).

## Hậu quả
Sau khi cơn bão đi qua, Tổng thống Philippines Joseph Estrada đã ban bố tình trạng khẩn cấp tại sáu tỉnh và phân bổ cho mỗi tỉnh 1 triệu peso từ quỹ khẩn cấp. Tổng thống đã không thể trở về Philippines sau chuyến đi đến Singapore bởi cơn bão. Quân đội được triển khai để tổ chức các hoạt động cứu trợ, họ huy động thuyền cao su và xe tải để di chuyển tới những vùng chịu thiệt hại nặng nhất khi nước lũ đã giảm bớt. Hội Chữ thập Đỏ Philippines và một vài tổ chức chính phủ khác cũng chung tay góp sức với quân đội. Hầu hết người dân đều trở về nhà khi cơn bão đã đi qua, mặc dù nhiều ngôi nhà đã bị hư hại. Các tình nguyện viên, quân đội, và công nhân cùng nhau dọn dẹp hậu quả do bão để lại. Chỉ 7 ngày sau khi Zeb đổ bộ, một cơn bão khác cũng tấn công vào một địa điểm gần tương tự, nhưng với cường độ yếu hơn, bão Babs. Sau hai cơn bão, Tổng cục Điện Quốc gia đã cung cấp khoản tiền 1,78 triệu peso đến Tập đoàn Điện lưới Batanes để khôi phục lại hệ thống đường dây. Nhờ đó, điện dần xuất hiện trở lại tại vùng Đông Bắc Luzon, cho phép liên lạc báo cáo về mức độ thiệt hại. Bộ Y tế Philippines đã phân phát số thuốc men trị giá 547.469 peso đến bốn tỉnh. Chính phủ cũng vận chuyển 3.000 bao hàng cứu trợ bằng đường không đến Cagayan, trong đó gồm gạo và thực phẩm đóng hộp. Sự tác động liên tiếp của những cơn bão khiến doanh số xuất khẩu dừa ước tính sụt giảm 30%. Giá thực phẩm tăng đáng kể, một số mặt hàng lên tới 400%, do hai cơn bão tàn phá mùa màng, cây trồng. Zeb còn làm trì hoãn việc vận chuyển đường (đường ăn) từ các nước láng giềng, dù vậy giá cả mặt hàng này được dự kiến sẽ giảm khi các chuyến tàu tới nơi. Đến tháng 12 năm 1998, mức giá tiêu dùng đã tăng 11,2% so với năm trước bởi thiệt hại từ các cơn bão.
Tại Đài Loan, khi cảnh báo bão được dỡ bỏ, các công nhân bắt đầu thực hiện nhiệm vụ tìm kiếm và cứu nạn những người còn mất tích. Còn tại Nhật Bản, công nhân cũng ngay lập tức bắt tay vào việc sửa chữa các con đường bị hư hại khi cơn bão đi qua.